# Dark Moor
Dark Moor — испанская метал-группа из Мадрида. Была основана в 1993 году, но первый альбом выпустила только в 1999 году.

## История
Состав группы вначале выглядел так: Элиза Си Мартин (вокал), Энрик Гарсиа (гитара), Альберто Марото (гитара), Анан Каддоури (бас-гитара), Йорг Саэз (ударные) и Роберто Пи де Камус (клавиши). Первый альбом Shadowland был выпущен в Германии и Бразилии, а также имел успех в Японии. Первое национальное признание группа получила, когда сопровождала «Demons & Wizards» во время испанского тура.
В августе 2000-го музыканты отправились в New Sin Studios, где под руководством Луиджи Стефанини приступили к работе над вторым альбомом The Hall Of The Olden Dreams. В это время группой был записан кавер The Keepers of Jericho (Helloween) для трибьют-альбома Helloween.
В 2000 году вышел The Hall Of Olden Dreams, который был лицензирован во многих странах, включая Россию.
Летом 2001 года только в Испании лимитированным изданием вышел (1500 экземпляров) мини-альбом The Fall Of Melnibone
В 2002 году группа выпустила The Gates of Oblivion. К сотрудничеству были приглашены итальянский хор Valcavasia, а также вокалист Дэн Кейинг из Cydonia. Мастеринг диска проходил в студии Finnvox, а обложку рисовал Андреас Маршалл, известный своими работами для таких групп как Blind Guardian, Hammerfall и Running Wild.
Летом 2002 года из группы ушёл клавишник Роберто Пи де Камус. В том же году вокалистка Элиза Мартин попробовала свои силы в симфо-метал проекте Fairyland. В том же году Dark Moor записали несколько акустических треков и оркестровую версию Dies Irae. Эти треки попали в альбом 2003 года Between light and darkness. Альбом записывался с большим количеством сессионных музыкантов, причём в работе были использованы такие инструменты как арфы, флейты, виолончели и т. п.
В марте 2003 года группу покинули трое её участников. Они объединилась с Пи де Камусом в новом проекте Dreamaker. Вместо них в группу пришли вокалист Альфред Ромеро и гитарист из Arwen Хосе Гарридо.
23 ноября 2006 года группу покидает барабанщик. По сообщению на официальном сайте группы, причина его ухода «занятость в других проектах». Он продолжил играть в группе Saratoga. Его место в Dark Moor занял Roberto Cappa из испанской группы Anima Sola.

## Состав группы
Нынешний состав
- Alfred Romero (2003-по настоящее время) — вокал
- Enrik Garcia (1994-по настоящее время) — гитара
- Mario Garcia (2008-по настоящее время) — бас-гитара
- Roberto Cappa (2006-по настоящее время) — ударные

Бывшие участники группы
- Javier Rubio (1994—1999) — гитара
- Roberto Peña De Camus (1994—2002) — клавишные
- Elisa Martin (1999—2003) — вокал
- Albert Maroto (1999—2003) — гитара
- Jorge Sáez — (1999—2003) ударные
- Jose Garrido (2003—2004) — гитара
- Anan Kaddouri (1999—2004) — бас-гитара
- Andrés Cobos, также известный как Andy C. (2003—2006) — ударные/клавишные
- Dani Fernandez (2004—2008) — бас-гитара

## Дискография

### Демозаписи
- Tales of the Dark Moor (1996)
- Dreams of Madness (1998)
- Flying (1999)

### Студийные альбомы
- Shadowland (1999)
- The Hall of the Olden Dreams (2000)
- The Gates of Oblivion (2002)
- Dark Moor (2004)
- Beyond the Sea (2005)
- Tarot (2007)
- Autumnal (Январь 2009)
- Ancestral romance (Ноябрь 2010)
- Ars Musica (Июнь 2013)
- Project X (Ноябрь 2015)
- Origins (2018)

### EP
- The Fall of Melnibone (2001)
- Between Light and Darkness (2003)

### Синглы
- The Fall of Melnibone (2001)
- From Hell (2003)
- Before the Duel (2005)
- the Chariot (2007)
- Wheel of Fortune (2007)
- On the Hill of Dreams (2009)
- Love from the Stone (2010)
- The Road Again (2013)